# Пастухов, Николай Иванович
Никола́й Ива́нович Пастухо́в (1831—1911) — русский предприниматель, издатель и писатель; основатель газеты «Московский листок».

## Работа и самообразование
Николай Пастухов родился в в 1831 году в мещанской семье. В юности его образование было ограничено умением читать и считать. Рано оставив учёбу, он работал разъездным контролёром и поверенным по винным откупам. В 25-летнем возрасте уехал в Москву, где, скопив денег, открыл пивную лавку на Арбатской площади.
К числу завсегдатаев заведения относились будущий адвокат Фёдор Плевако и его однокурсники. Их разговоры стали основой для самообразования Пастухова: он начал читать те книги, что обсуждали студенты, и писать заметки для «Современных известий» и «Петербургского листка» (там они печатались под рубрикой «Письма из Москвы»).

## Издательская деятельность
Идею о собственной газете Пастухову подсказал Плевако, который впоследствии вошёл в число её постоянных авторов. Кроме него, в реализации издательского проекта участвовал редактор «Московских ведомостей» Михаил Катков.
В мае 1881 года Пастухов обратился к министру внутренних дел Николаю Игнатьеву с просьбой разрешить выпуск ежедневной газеты «Московский листок». Заручившись согласием и получив от знакомого купца «стартовый капитал», Пастухов открыл редакционную контору на Софийской набережной.
Газета, изначально рассчитанная на малоимущие слои населения и печатавшаяся на самой дешёвой бумаге, оказалась жизнеспособной, а сам Пастухов, как отмечалось спустя годы в его некрологе, был признан основателем жанра репортажа в российской журналистике. Несмотря на то, что фельетоны и беллетристика, публиковавшиеся в «Московском листке», вызывали недовольство в рядах интеллигенции, тиражи росли. В 1882 году Пастухов смог на личные средства построить типографию. К концу жизни он входил в число московских миллионеров.

Это — яркая, можно сказать, неповторимая фигура своего времени: безграмотный редактор на фоне безграмотных читателей, понявших и полюбивших этого человека, умевшего говорить на их языке. — Владимир Гиляровский

## Литературная деятельность
Свою первую книгу «Стихотворения из питейного быта и комедия „Питейная контора“» Николай Пастухов выпустил в начале 1860-х годов, когда был владельцем пивного заведения. Вошедшее в сборник стихотворение «Люблю я летом с удочкой/ Над речкою сидеть,/ Бутылку водки с рюмочкой/ В запас с собой иметь» стало настолько популярным, что превратилось в народную песню. В фильме «Юность Максима» (1934) её поёт Борис Чирков.

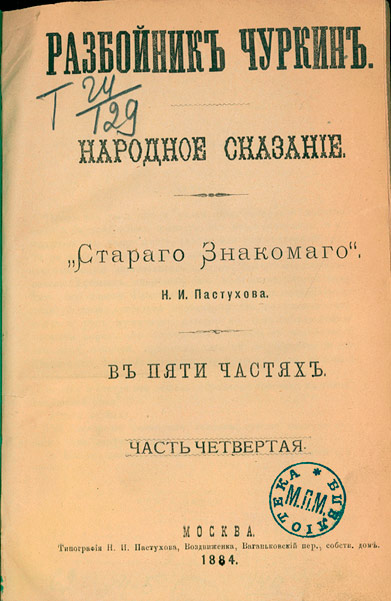
Разбойник Чуркин

Став редактором «Московского листка», Пастухов начал дважды в неделю печатать на её страницах собственный роман в четырёх книгах «Разбойник Чуркин». Вместо фамилии он ставил подпись «Старый знакомый», но, по заверению Гиляровского, вся Москва знала, кто скрывается под этим псевдонимом. Основной персонаж романа по мере развития сюжета всё больше приобретал черты народного героя. Это стало причиной недовольства генерал-губернатора Владимира Долгорукова, который вызвал автора и потребовал немедленно «удавить или утопить» Чуркина, пригрозив в случае неисполнения закрыть газету. В следующем номере деяниям разбойника пришёл конец.

## Общественная деятельность, суд и награды
Николай Пастухов был весьма заметной фигурой в жизни Москвы. Со страниц его газеты периодически звучали призывы к читателям об участии в различных общественных сборах. Сам издатель пожертвовал 25 тысяч рублей на обустройство Музея изящных искусств. Будучи любителем рыбной ловли, он собрал единомышленников и создал первый в столице «Кружок рыболовства». В качестве почётного гостя основатель «Московского листка» приглашался на балы к французскому президенту.
Среди наград, которых удостоен Николай Пастухов, — ордена Святого Станислава III и II степеней; ордена Святой Анны III и II степеней; болгарский орден «За гражданские заслуги» III степени; командорский крест; сербский орден Святого Саввы; корреспондентские коронационные знаки.
Не столь яркой страницей в жизни Н.И. Пастухова является убийство им 9-летнего крестьянского мальчика Мухина. Дореволюционный историк В.  Мякотин приводит этот случай в своей работе "Хроника внутренней жизни",  1902 г.
В 1902 году Нижегородский окружной суд рассматривал , без участия присяжных заседателей,  дело об убийстве редактором-издателем "Московского Листка", Н. И. Пастуховым, 9-летнего крестьянского мальчика.
Пастухов ловил рыбу с лодки. К берегу подошли крестьянские мальчики. Он с бранью закричал, чтобы они уходили, погрозив револьвером. Когда мальчики побежали вдоль берега, Пастухов выстрелил им вслед; пуля попала в 9-летнего Мухина.
Изложенные обстоятельства дела были всецело подтверждены показаниями свидетелей со стороны обвинения. Пастухов и свидетели защиты излагали происшествие несколько иначе, но в своих показаниях противоречили друг другу и даже самим себе. Пастухов не явился на суд по болезни, а выставленные им свидетели показали, что и раньше Пастухов стрелял на рыбной ловле, то в кусты, в которых слышался шорох, то в воду.. в рыб. 
Представитель обвинения счёл неосторожность действий Пастухова доказанной. Принимая во внимание сравнительно высокое общественное положение подсудимого и то, что "его деяние представляется больше, чем простою неосторожностью, и близко граничит с умыслом", он предлагал применить к Пастухову высшую меру наказания: 4-месячное тюремное заключение и церковное покаяние.
Красноречивый же защитник утверждал, что Пастухов, сделавшись нечаянным убийцей, тем самым понёс уже высшее нравственное наказание: "С спокойной душой, - закончил он, - я передаю суду г. Пастухова со всем его тяжелым рабочим прошлым и его 70-ю годами. Суд может, конечно, послушаться обвинителя и лишить старика на 4 месяца света и воздуха.."
Окружный суд признал Пастухова виновным по 1468 ст. улож. о нак. и приговорил его к 2-недельному аресту при тюрьме и церковному покаянию.

## Семья
У Пастухова было двое детей. В 1902 году от чахотки скончалась взрослая дочь. Сын, который активно помогал отцу и работал редактором одного из приложений к «Московскому листку», внезапно простудился и умер три недели спустя.
Николай Пастухов пережил детей на 9 лет. Он ушёл из жизни 28 июля 1911 года. Похоронен в Скорбященском монастыре.